# District de Görogly
Le district de Görogly (anciennement district de Tagta) est un district du Turkménistan situé dans la province de Daşoguz. 
Son centre administratif est la ville de Tagta.

## Source de traduction
- (en) Cet article est partiellement ou en totalité issu de l’article de Wikipédia en anglais intitulé « Görogly District » (voir la liste des auteurs).